# Długa Brzezina
Pour les articles homonymes, voir Brzezina.
Długa Brzezina (prononciation : [ˈdwuɡa bʐɛˈʑina]) est un village polonais de la gmina de Przysucha dans le powiat de Przysucha de la voïvodie de Mazovie dans le centre-est de la Pologne.
Il se situe à environ 16 kilomètres au sud-est de Przysucha (siège du powiat et de la gmina) et à 105 kilomètres au sud de Varsovie (capitale de la Pologne).

## Histoire
De 1975 à 1998, le village appartenait administrativement à la voïvodie de Radom.